# 49-й (класс гоночных яхт)
49-й и 49-й FX (произн. Сорок девятый, или же, фоти-найнер) — олимпийские классы гоночных яхт.
Название класса произошло от длины корпуса лодки, которая составляет чуть меньше 4900 миллиметров.
Появился на свет в 1994 году. Проект был разработан австралийцем Джулианом Бетвейтом.
Скифф-монотип, корпус выполнен из эпоксидного стеклопластика, усиленного углеволокном в нагруженных местах. Для откренивания снабжён выдвижными пластиковыми крыльями и двумя трапециями. Грот и стаксель со сквозными латами. Спинакер асимметричный (геннакер) с самовыдвижным композитным бушпритом. Мачта разборная (карбоново-композитный топ и алюминиевый низ). С апреля 2009 ИСАФ разрешила использование новой конструкции мачты — состоящей из трёх частей, все выполнены из карбона, краспицы карбоновые взаимозаменяемые, в связи с чем изменилась площадь (увеличилась) и дизайн грота (угловатый топ с дополнительной топовой латой направленной под углом вверх) и стакселя (крепление к штагу по типу чулок с молнией, до этого — клипсы). С 1 января 2010 ИСАФ утвердила и использование нового корпуса, основной особенностью которого является крепление крыльев на фастпинах, а не при помощи выдвижной системы по погону. Обладает одной из самых высоких скоростей среди олимпийских классов. За счёт гигантской площади парусов по отношению к смоченной поверхности корпуса уже при скорости ветра более 8 узлов
49-й идёт быстрее ветра на 2—3 узла, что определяет специфику управления яхтами такого класса.
Введён в состав соревнований по парусному спорту на Олимпийских играх с 2000 года.
Класс 49-й получил распространение и в России. На нём гоняются спортсмены из Москвы, Санкт-Петербурга, Тольятти, Анапы, Сочи. В 2009 году был проведён первый чемпионат России в этом классе.
Изготавливается в Европе, Австралии, Новой Зеландии.

## Производные от 49-го лодки
- Класс 49-й FX имеет одинаковый корпус с 49-м, но уменьшенный рангоут и паруса. Предназначен для более лёгких, чисто женских экипажей.
- Класс 29-й является уменьшенной для юниоров версией данного класса с одной трапецией и без крыльев.

## Иллюстрации
- Подробная фотография лодки